# Ki mit tud? (1988)
A Ki mit tud? Magyar Televízió kulturális tehetségkutató műsorának nyolcadik kiadása (más írással: Ki mit tud? '88), amelyet 1988. július 27. és szeptember 17. között rendeztek meg a budapesti Thália Színházban.
A műsort Antal Imre vezette első alkalommal. A zsűriben a korábbi kiadásokban állandó zsűritagok (Szinetár Miklós, Petrovics Emil, Vásárhelyi László) mellé csatlakozott Benkó Sándor zenész (korábbi Ki mit tud? résztvevő) második alkalommal és először szerepelt a zsűriben Ungár Anikó bűvész (1965-ös Ki mit tud?-győztes), Bánffy György színész és Jeszenszky Endre koreográfus. A zsűrielnök Szinetár Miklós volt első és egyetlen alkalommal.
A győztesek között találjuk többek között Jónás Tamás bűvészt, a Vakolat paródia együttest (tagjai: Keményfi Róbert, Újvári Miklós, Weidl Tamás) és a közönségdíjas dél-amerikai népzenét játszó székesfehérvári Los Andinos zenekart.
De itt tűntek fel később színészként befutott vers- és prózamondók is: a győztes Fekete Ernő, a döntős Kálid Artúr (itt még Fekete Tibor és Békési Artúr néven) valamint az elődöntős Reisenbüchler Sándor. Itt szerepelt középdöntőbe jutott parodistaként Nyári Zoltán későbbi operaénekes is.
A műsor felelős szerkesztője Gál Mihály, rendezője Vadkerti Tibor volt.

## Évad ismertető
A szervezésben szerepet vállalt a Magyar Televízió Gyermek- és Diákműsorok Főszerkesztősége mellett a KISZ, a Művelődési Minisztérium, az Állami Ifjúsági és Sporthivatal és a Szakszervezetek Országos Tanácsa. A műsor támogatói a Fogyasztási és Ipari Szövetkezetek Országos Tanácsa, a Termelőszövetkezetek Országos Tanácsa, a Honvédelmi Minisztérium és a Belügyminisztérium voltak.
A megyei és budapesti válogatók március 10-től április 30-ig voltak. Az országos válogató május 5-30. között zajlott le. A már televíziós elődöntőre a fővárosi és megyei válogatókon kívül néhány nagyobb országos amatőr rendezvényről is be lehetett kerülni (pld AORTA '88). Többek között így jutott be több zenekar is (például a későbbi döntős miskolci Swetter és a középdöntőig jutó pécsi Morris és a debreceni Camera 06 együttesek).
Az összes válogatón több mint 10 ezren vettek részt, végül 105 produkció került be a televíziós fordulókra. Új kategóriaként vezették be az amatőrfilm/videófilm-készítést. Az amatőrfilm kategóriában beválogatott videófilmeket az aznapi elődöntők előtti délutáni órákban mutatták be a közszolgálati televízióban. Ezen alkotások esetében csak a közönség szavazás döntött.
A verseny hat elődöntőből, két középdöntőből és egy döntőből állt. A négyórás döntőben végül 11 kategóriában hirdettek győztest, akik egyiptomi körutazást nyertek. Emellett számos különdíj (ajándék és pénzjutalom) került kiosztásra. A döntőt később egy gálaműsor is követett, amelyben a Ki mit tud?-győztesek mellett a versenyen korábban kiesett, de közönségkedvenccé vált előadók léptek fel a Budapest Kongresszusi Központban (erről később tévés összeállítás is készült).

### Döntő
Győztes |       Közönségdíjas
| #  | Versenyzők                                         | Kategória                  | Eredmény |
| -- | -------------------------------------------------- | -------------------------- | -------- |
| 1  | Szabó György                                       | modern tánc                | Győztes  |
| 2  | Akrobatikus Rock & Roll táncformáció (Szombathely) | modern tánc                | Döntős   |
| 3  | Jónás Tamás (bűvész)                               | egyéb #1                   | Győztes  |
| 4  | Quick Boys (akrobaták)                             | egyéb #1                   | Döntős   |
| 5  | Vakolat együttes (parodisták)                      | egyéb #2                   | Győztes  |
| 6  | Varga Sándor és Torda Ferenc (parodisták)          | egyéb #2                   | Döntős   |
| 7  | Kemény Sára és Strack Orsolya (népdal)             | vokális zene               | Győztes  |
| 8  | Nika kamarakórus (Nyíregyháza)                     | vokális zene               | Döntős   |
| 9  | Cimborák néptánctrió (Nyíregyháza)                 | néptánc szóló              | Győztes  |
| 10 | Szabó Csaba                                        | néptánc szóló              | Döntős   |
| 11 | Kispeti Dorottya                                   | táncdal                    | Győztes  |
| 12 | Hetényi Pál                                        | táncdal                    | Döntős   |
| 13 | Lucky Boys Dixieland Band                          | pop-rock                   | Győztes  |
| 14 | Swetter                                            | pop-rock                   | Döntős   |
| 15 | Fekete Tibor                                       | vers- és prózamondás       | Győztes  |
| 16 | Békési Artúr                                       | vers- és prózamondás       | Döntős   |
| 17 | Farkasinszky Attila                                | vers- és prózamondás       | Döntős   |
| 18 | Nyírség táncegyüttes (Nyíregyháza)                 | néptánc együttes           | Győztes  |
| 19 | Vidróczki néptáncegyüttes (Gyöngyös)               | néptánc együttes           | Döntős   |
| 20 | Rila Balkáni Néptáncegyüttes (Budapest)            | néptánc együttes           | Döntős   |
| 21 | Tóth Anikó és Tóth Marica (zongora)                | hangszeres zene (szólista) | Győztes  |
| 22 | Oszkó Attila (blockflöte)                          | hangszeres zene (szólista) | Döntős   |
| 23 | Sándorfalvi Budai Sándor Citerazenekar             | hangszeres együttes        | Győztes  |
| 24 | Los Andinos                                        | hangszeres együttes        | Döntős   |
| 25 | Táncsics Gimnázium reneszánsz együttese (Budapest) | hangszeres együttes        | Döntős   |

- A középdöntő után két "egyéb" kategóriát hoztak létre, így a döntőbe jutott paródiákat külön kategóriába sorolták.

A videófilmes kategóriában Doma Péter nyert.

## Érdekesség
- Kálid Artúr az elődöntő és középdöntő között vonult be katonának, ezért külön engedéllyel hagyhatta el a laktanyát és szerepelhetett tovább a műsorban.
- A döntőbe jutott népzenészekkel albumot is kiadtak.[9]
- Udvardi-Lakos Márton, a Swetter együttes dobosa az egyik interjúban felidézte, hogy a rendező azt mondta nekik a döntő előtti kamerapróbán: "Nem érdemes nagyon izgulni, ti a második helyezettek vagytok… Tudjátok, nem akarjuk, hogy az emberek kimenjenek az utcára tüntetni, a Hidegen fújnak a szelek… című dal után, még a végén politikailag félreértenék…”.[10]
- Később a Swetter együttesbe a kilépett énekesnőjük (Heiszmann Ildikó „Szepi”) helyére Szebeni János „Szebi" került, aki szintén ugyanezen a Ki mit tud?-on szerepelt Morris együttes énekese volt.[10]